# 橋谷義孝
橋谷 義孝（はしたに よしたか、1888年〈明治21年〉2月13日 - 1975年〈昭和50年〉3月5日）は、日本の農学博士、技師、実業家。酵母の専門家である。

## 経歴
鳥取県日野郡宮原村（のち日野郡溝口町宮原、現・西伯郡伯耆町宮原）生まれ。橋谷義治の二男。溝口尋常高等小学校、鳥取県立第二中学校（後の米子中学、現・米子東高校）を経て1915年、東北帝国大学農科大学（現・北海道大学農学部）を卒業する。大日本麦酒に入社する。
1923年、農学博士の学位を受く。1930年、薬用酵母剤「エビオス」を創製する。1931年、麦酒醸造に関し、学術研究及び視察のため欧米に出張する。名古屋工場長を経て1935年、吹田工場長。
1936年、それまでの研究成果をまとめた『酵母学』（岩波書店）を刊行する。吹田商工会議所会頭、日本発酵工業社長、大日本ビタミン製薬会長などをつとめる。

## 人物
宗教は禅宗、あるいは真宗。幼少より絵画を好んだ。趣味は読書、洋画、運動。住所は兵庫県芦屋市打出南宮町。

## 家族・親族
橋谷家
- 父・義治 - 父・義治は日野郡書記として30年間勤続し、のち溝口村長となった[1]。
- 妻・カツヨ（1895年 - ?、鳥取、岩田熊三郎の長女）[5]
- 息子・義人[5]（農学博士、大阪成蹊女子短期大学学長[10][11]、1931年 - ） - 2008年、瑞宝小綬章受章[11]。住所は兵庫県芦屋市南宮町[10]。
  - 同妻[10]
  - 同長男・義典[10]
  - 同二男[10]
- 長女、二女、三女[6]

親戚
- 三女の夫・益尾兵衛（酒造業）[3]